# Reni Takagi
Reni Takagi (高城 れに Takagi Reni?, nascută 21 iunie 1993 în Prefectura Kanagawa) este un idol japonez, un membru din Momoiro Clover Z. În aprilie 2012, ea a devenit DJ pentru show-ul ei de radio numit Takagi Reni no King of Rock.

## Apariții
- Maku ga Agaru (幕が上がる?) (幕が上がる?) (film, 2015)[5]